# U–3 (második világháborús tengeralattjáró)
Az U–3-as német tengeralattjárót 1935. július 19-én bocsátották vízre Kielben. Pályafutása során két hajót – összesen 2348 tonna – süllyesztett el, mindkettőt 1939. szeptember 30-án.

## Története
A második világháborúban öt járőrszolgálatot teljesített, előtte és utána iskolahajóként tevékenykedett. 1939. szeptember 30-án egy dán és egy svéd teherhajót küldött a tenger fenekére. 1940. április 16-án a HMS Porpoise brit tengeralattjáró hat torpedót lőtt ki a német búvárhajóra mintegy 15 kilométerre a norvégiai Egersundtól délre, de azok nem találtak célt. Mivel a britek hallották, hogy az egyik torpedó felrobban, tévesen azt hitték, eltalálták a német búvárhajót.
1944. augusztus 1. leszerelték a tengeralattjárót, és alkatrészforrásként használták Neustadtban. 1945. május 3-án a britek elfoglalták a várost, és a hajótestet feldarabolták.

## Kapitányok
| Név                   | Kezdőnap             | Zárónap              |
| --------------------- | -------------------- | -------------------- |
| Hans Meckel           | 1935. augusztus 6.   | 1937. szeptember 29. |
| Ernst-Günter Heinicke | 1937. szeptember 30. | 1938. július         |
| Joachim Schepke       | 1938. október 29.    | 1940. január 2.      |
| Gerd Schreiber        | 1940. január 3.      | 1940. július 28.     |
| Helmut Franzke        | 1940. július 29.     | 1940. november 10.   |
| Otto von Bülow        | 1940. november 11.   | 1941. július 2.      |
| Hans-Hartwig Trojer   | 1941. július 3.      | 1942. március 2.     |
| Joachim Zander        | 1942. március 3.     | 1942. szeptember 30. |
| Herbert Zoller        | 1942. október 1.     | 1943. május 13.      |
| Ernst Hartmann        | 1943. május 19.      | 1944. június 9.      |
| Hermann Neumeister    | 1944. június 10.     | 1944. július 16.     |

## Őrjáratok
| Indulás       | Indulónap            | Érkezés       | Zárónap             |
| ------------- | -------------------- | ------------- | ------------------- |
| Wilhelmshaven | 1939. szeptember 4.  | Wilhelmshaven | 1939. szeptember 8. |
| Wilhelmshaven | 1939. szeptember 13. | Wilhelmshaven | 1939 szeptember 24. |
| Wilhelmshaven | 1939. szeptember 27. | Kiel          | 1939. október 3.    |
| Kiel          | 1940. március 16.    | Wilhelmshaven | 1940. március 19.   |
| Wilhelmshaven | 1939. április 12.    | Wilhelmshaven | 1939. április 19.   |

## Elsüllyesztett hajók
| Dátum                | Hajó neve | Nemzetisége | Vízkiszorítás (brt) |
| -------------------- | --------- | ----------- | ------------------- |
| 1939. szeptember 30. | Vendia    | Dánia       | 1150                |
| 1939. szeptember 30. | Gun       | Svédország  | 1198                |